# 나라는 부자이나 국민은 거지
나라는 부자이나 국민은 거지는 일본 사회의 경제적 속성에 대하여 많이 쓰는 말이다. 이 말은 카렐 반 월프런 작가의 저서 '부자 나라 가난한 국민 일본'에서 유래하였다.
2018년에 OECD및 세계은행에서 구매력 평가 지수를 바탕으로 가처분소득을 비교했을 때 일본의 소득은 중유럽 수준에 불과했지만, 세계에서 가장 평등하게 소득분배가 되는 국가로 통계가 나왔다.
실제로는, 일본의 1인당 금융 자산은 9만 6천 유로 이상으로, 네덜란드와 스웨덴과 비슷하며 한국의 3배가 넘는다. 그러나 중위가처분소득의 경우 한국에 비해 낮다. 상위 1%의 자산가들이 평균값을 올렸기 때문이다.

## 역사

### 개요
"일본은 1인당 국민소득에서 미국을 앞지른 지 오래다. 그렇다면 일본은 정말 잘 사는 나라인가. 일본인들에게 이렇게 질문을 하면 흔히 “일본 기업들은 부자이나, 일본과 일본 국민은 가난하다”는 명답을 내놓는다. 지난 80년대의 폭발적인 경제성장을 통해 일본으 세계 제일의 채권대국, 일본 기업은 세계 최대의 자산을 자랑하는 기업으로 성장했다. 그러나 일본 국민은 이렇듯 화려한 경제 성장의 혜택을 제대로 받지 못한 채 주도록 일만 했다는 자조와 비판이 최근 높아가고 있다." 라고 한국 언론이 보도했다.
이런 현상을 한국이 따라가고 있다는 요지로, "나라는 부자인데 국민은 거지꼴인 일본처럼 돼가는 거지, 뭐."라는 표현을 한국 언론이 쓰기도 한다.
그런가 하면, 한국이 "국가는 부자이나 국민은 거지", 일본이 "국가는 거지이나 국민이 부자"라는 다른 시각의 분석을 내놓은 한국 언론도 있다.

### 속담의 실체
- 1인당 순금융자산 : 2018년, 일본, 네덜란드는 9.7만 유로, 뉴질랜드도 8.7만 유로로 일본은 서양과 동등하다. 한국은 2.9만 유로다.[4]
- 1인당 순금융자산 대비 금융부채 비율 : 미국과 일본은 20% 초반, 싱가포르가 30% 중반, 한국은 92%로 훨씬 높다.[5]
- 세계최고의 국가 순위 : 2019년에 일본은 2위, 2020년에는 일본은 3위를 했다. 4위는 독일, 5위는 호주였다.[6]
- 연간 노동시간 비교 : 2017년 OECD 통계 상으론 한국은 2,000시간, 일본은 1,710시간, 캐나다는 1,695시간, 미국 1,780시간이다. 일본이 백인 선진국가들보다 노동시간이 딱히 많지 않다.[7]

#### 일본은 세계에서 중산층 인구를 3위로 많이 가진 국가
일본 인구의 6,200만명이 중산층이다. 그리고 이는 세계 3위로 중산층 인구를 많이 가졌다. 반면, 한국은 1,700만명에 그친다. 일본과 인구차는 2.5배지만, 중산층은 3.5배 이상 난다. 중산층의 소비 규모도 세계 4위에 드는 수준으로 중산층의 저력이 강한 국가가 또 일본이다.
| 국가        | 전체 인구     | 인구차 | 중산층 인구 | 중산층 | 중산층 소비규모 | 소비규모차 |
| ----------- | ------------- | ------ | ----------- | ------ | --------------- | ---------- |
| 일본 (기준) | 1억 2,000만명 | 100%   | 6,200만명   | 50%    | 2조2,030억$     | 100%       |
| 대한민국    | 5,100만명     | 42%    | 1,700만명   | 27%    | 자료 없음       | 자료 없음  |
| 프랑스      | 6,500만명     | 54%    | 2,380만명   | 38%    | 1조770억$       | 45%        |
| 영국        | 6,780만명     | 55%    | 2,700만명   | 43%    | 9,700억$        | 44%        |

### 버블시대 이후 일본 경제에 대한 재평가
1980년대 미일 경제전쟁에서 미국의 플라자 합의 조치와 일본 버블 붕괴로 인한 장기 불황으로 일본 버블 경제가 전적으로 일본 사회와 경제에게 해만 끼쳤다는 인식이 많은 것과 달리, 일본 사회에 대해 긍정적인 변화도 있다.

#### 일본인들의 노동시간이 줄어들었다.
|        | 일본 노동시간 / 기준 비율 | 일본 노동시간 / 기준 비율 | 대한민국 노동시간 |
| ------ | ------------------------- | ------------------------- | ----------------- |
| 1965년 | 2,300시간                 | 1.08                      |                   |
| 1975년 | 2,077시간                 | 0.98                      |                   |
| 1985년 | 2,112시간                 | 1(기준)                   |                   |
| 1995년 | 1,909시간                 | 0.90                      |                   |
| 2000년 | 1,812시간                 | 0.8                       | 2,512시간         |
| 2004년 | 1,840시간                 | 0.87                      |                   |
| 2017년 | 1,710시간                 | 0.81                      | 2,024시간         |

1985년을 버블경제의 기점이라면, 20년 동안 일본 사회는 직장인들의 노동시간을 300시간, 30년 동안 400시간을 줄였다.
반면, 한국은 2020년대에도, 주 52시간 도입했음에도 불구하고 여전히 미국, 일본보다 200시간 더 일하고 있다. 물론, 2000년대에 비하면 그나마 500시간이 줄어들었다.

#### 아주 경제 침체는 아니었다.[14][15][16]
아베노믹스의 첫 번째 화살이라고 불리는 정책이 진행된 2013년부터 2017년까지의 GDP 성장률은 평균 1.276%다.
|        | 일본 GDP(¥) | 대한민국 GDP(¥) |
| ------ | ----------- | --------------- |
| 1980년 | 250조       | 16조            |
| 1985년 | 333조       | 25조            |
| 1990년 | 453조       | 41조            |
| 1995년 | 512조       | 62조            |
| 2000년 | 526조       | 82조            |
| 2005년 | 524조       | 103조           |
| 2010년 | 497조       | 126조           |
| 2015년 | 531조       | 146조           |

## 가구당 가처분소득
다음 표는 OECD의 "개인당 가처분소득 중간값"으로, 이는 모든 종류의 소득과 세금 및 보건과 교육등의 이전지출을 포함한 통계이다. 이 통계는 평균값 대신 중간값을 사용하여 현실적이며, 최근 개정된 가구소득의 정의를 사용하며, 자신이 소비하기 위해 생산한 물자의 가치도 반영하였다. 이 자료는 세계은행의 PPP전환법을 따라 미국 달러로 환전되었다. 밑에 따로 적혀져있지 않는 이상 이것은 2019년 자료이다.
| 순위 | 국가 혹은 영토 | 2019 가구 가처분소득 중간값, 세금과 이전지출 반영 후 (PPP) |
| ---- | -------------- | ---------------------------------------------------------- |
| 1    | 미국           | $42,800                                                    |
| 2    | 노르웨이       | $40,581                                                    |
| 3    | 스위스         | $38,805 (2018)                                             |
| 4    | 캐나다         | $36,675                                                    |
| 5    | 오스트리아     | $34,808                                                    |
| 6    | 벨기에         | $33,573                                                    |
| 7    | 호주           | $33,506                                                    |
| 8    | 네덜란드       | $32,867                                                    |
| 9    | 덴마크         | $32,512 (2018)                                             |
| 10   | 스웨덴         | $31,876                                                    |
| 11   | 독일           | $31,323 (2018)                                             |
| 12   | 핀란드         | $29,072                                                    |
| 13   | 아일랜드       | $28,889                                                    |
| 14   | 프랑스         | $28,585                                                    |
| 15   | 대한민국       | $28,151 (2019)                                             |
| 16   | 슬로베니아     | $25,923                                                    |
| 17   | 영국           | $25,730                                                    |
| 18   | 스페인         | $25,551                                                    |
| 19   | 이탈리아       | $25,332 (2018)                                             |
| 20   | 뉴질랜드       | $25,190 (2014)                                             |
| 21   | 이스라엘       | $22,373 (2018)                                             |
| 22   | 에스토니아     | $22,021                                                    |
| 23   | 체코           | $21,834                                                    |
| 24   | 일본           | $21,728 (2018)                                             |
| 25   | 폴란드         | $19,108 (2018)                                             |
| 26   | 포르투갈       | $19,061                                                    |
| 27   | 리투아니아     | $19,003                                                    |
| 28   | 라트비아       | $17,649                                                    |
| 29   | 슬로바키아     | $16,439                                                    |
| 30   | 러시아         | $16,163 (2017)                                             |
| 31   | 그리스         | $15,676                                                    |
| 32   | 코스타리카     | $13,560                                                    |
| 33   | 헝가리         | $14,759                                                    |
| 34   | 튀르키예       | $11,130 (2018)                                             |
| 35   | 칠레           | $10,056 (2017)                                             |
| 36   | 브라질         | $6,941 (2016)                                              |
| 37   | 멕시코         | $6,354 (2017)                                              |
| 38   | 남아공         | $5,489 (2017)                                              |
| 39   | 중국           | $4,485 (2011)                                              |
| 40   | 인도           | $2,524 (2011)                                              |

## 같이 보기
- 지니 계수
- 경제적 불평등